# Litet vaxmott
Litet vaxmott (Achroia grisella) eller mindre vaxmott är en fjärilsart som beskrevs av Fabricius 1794. Litet vaxmott ingår i släktet Achroia och familjen mott. Enligt den finländska rödlistan är arten nära hotad i Finland. Arten är reproducerande i Sverige. Artens livsmiljö är kulturmarker och andra av människan skapade miljöer. Inga underarter finns listade i Catalogue of Life.

## Bildgalleri

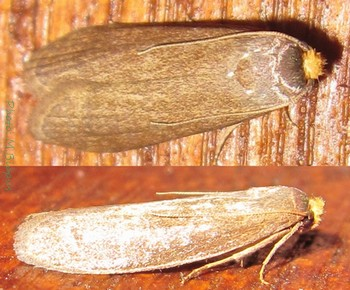
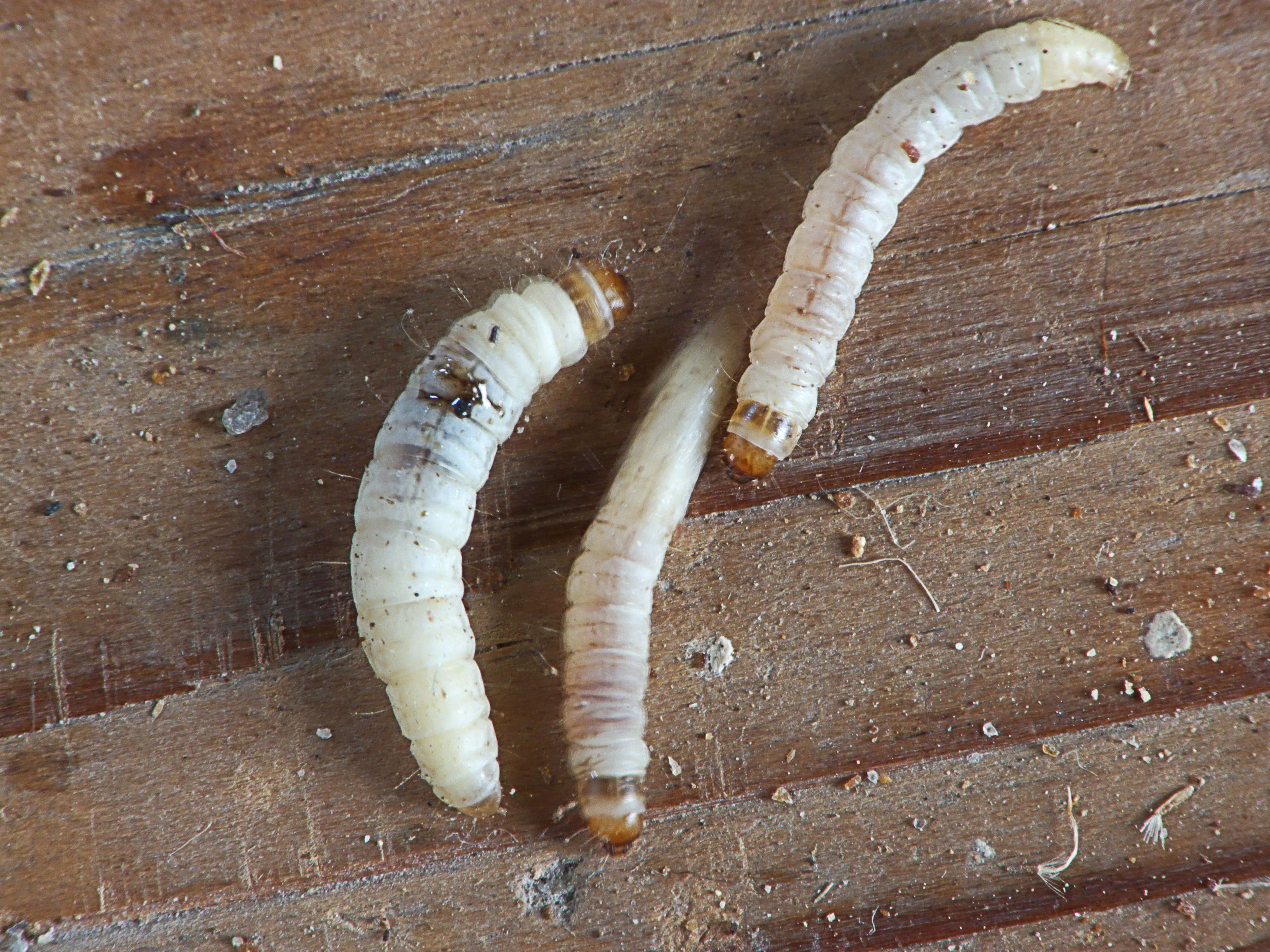
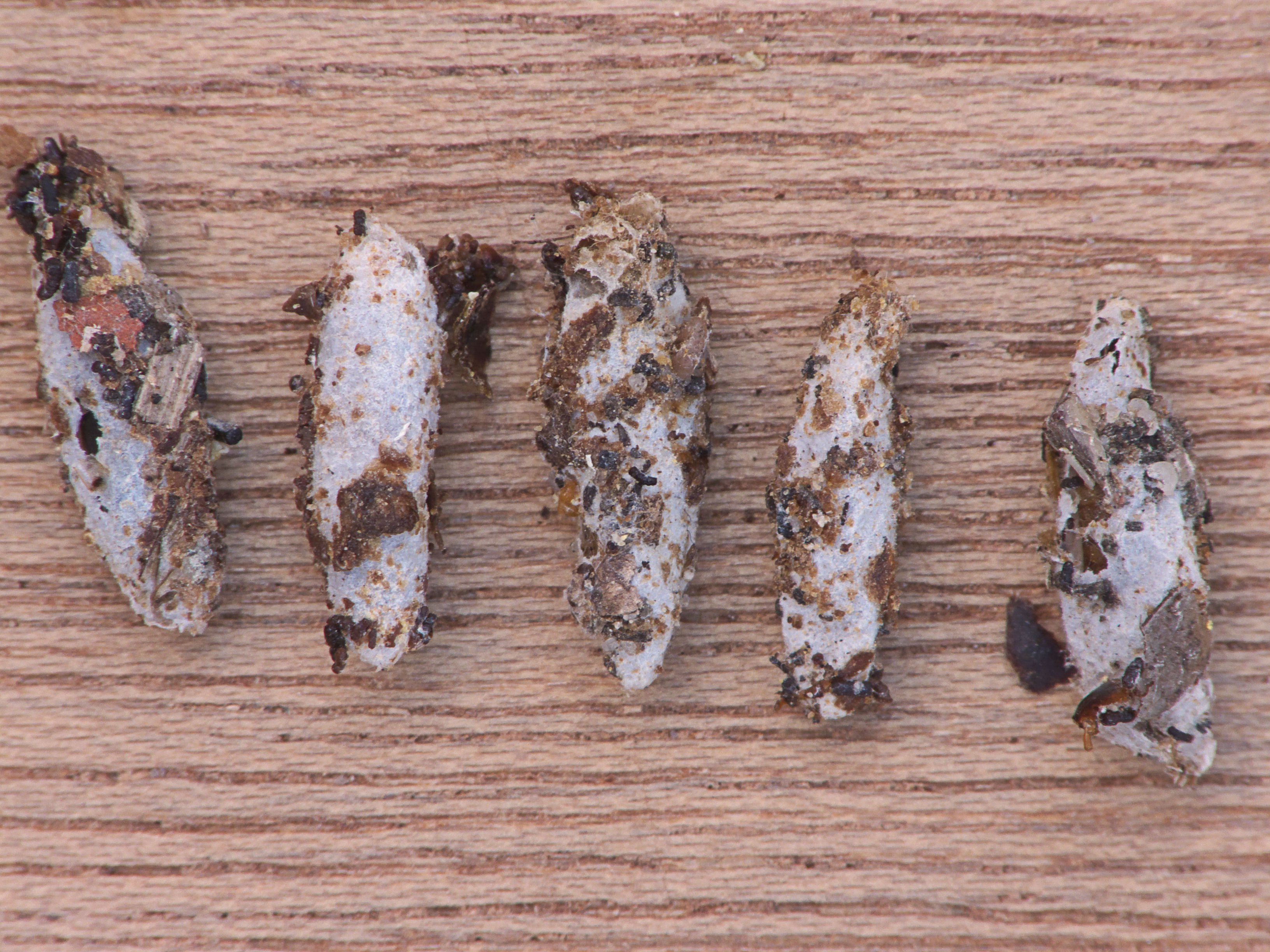
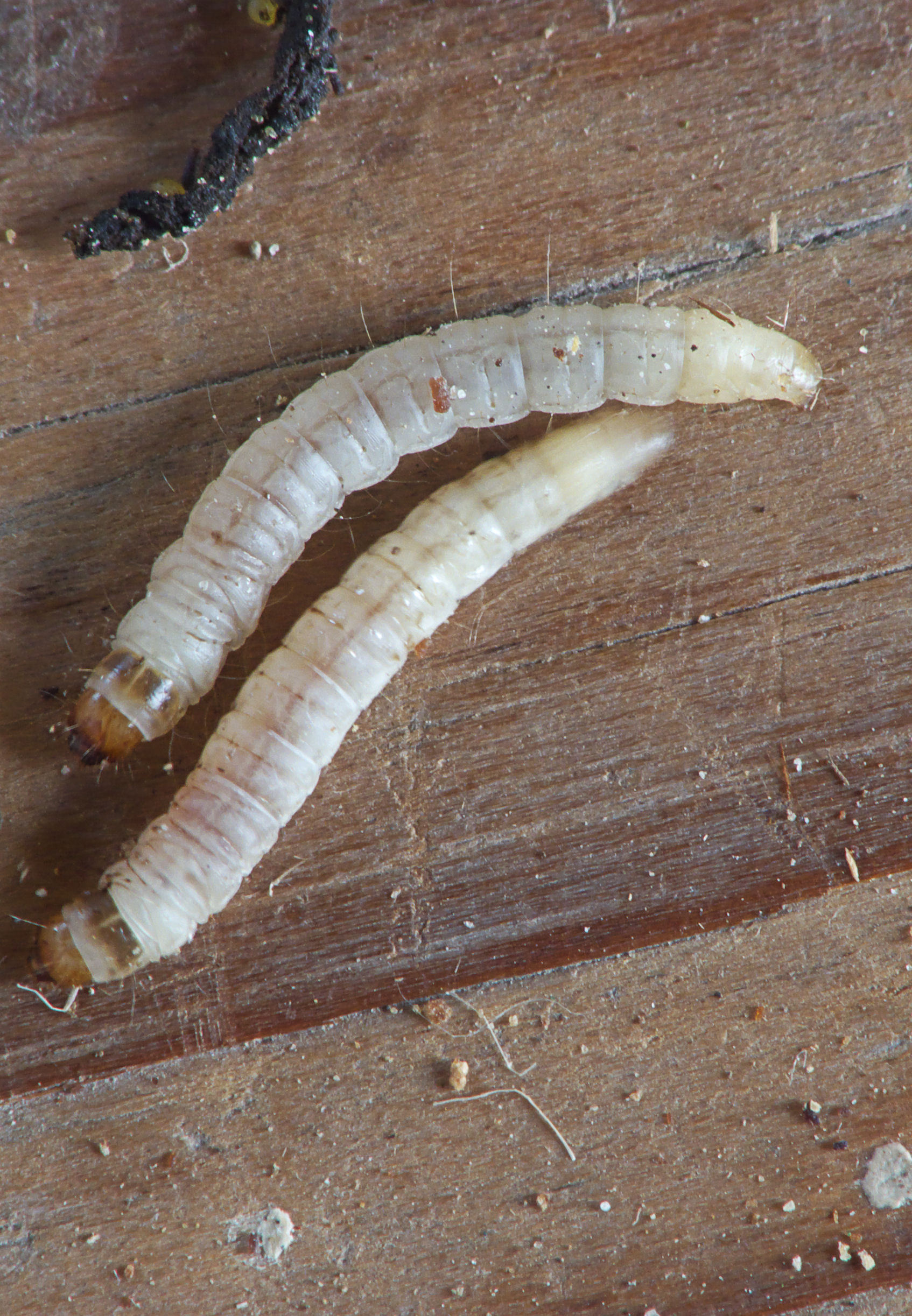
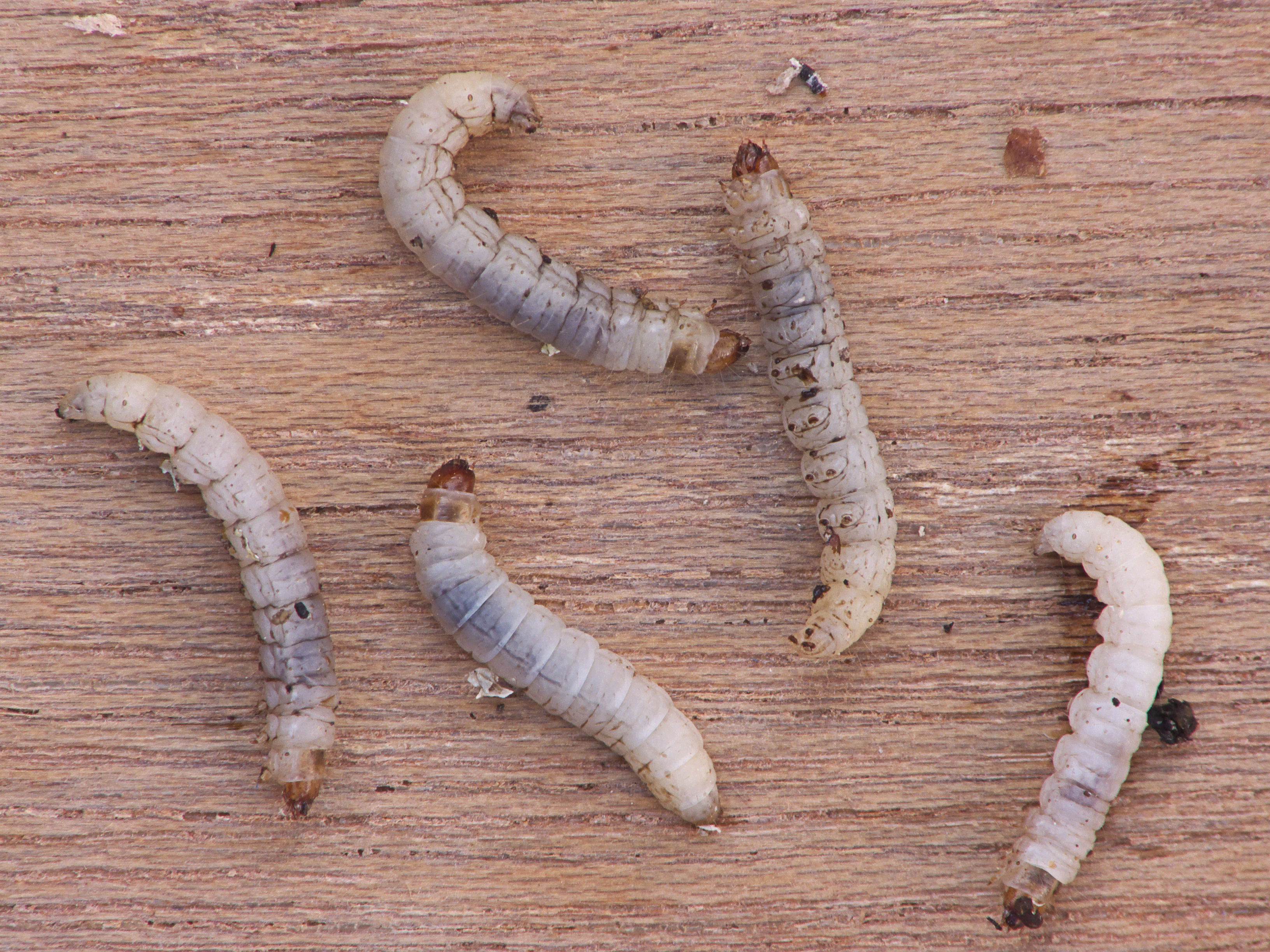
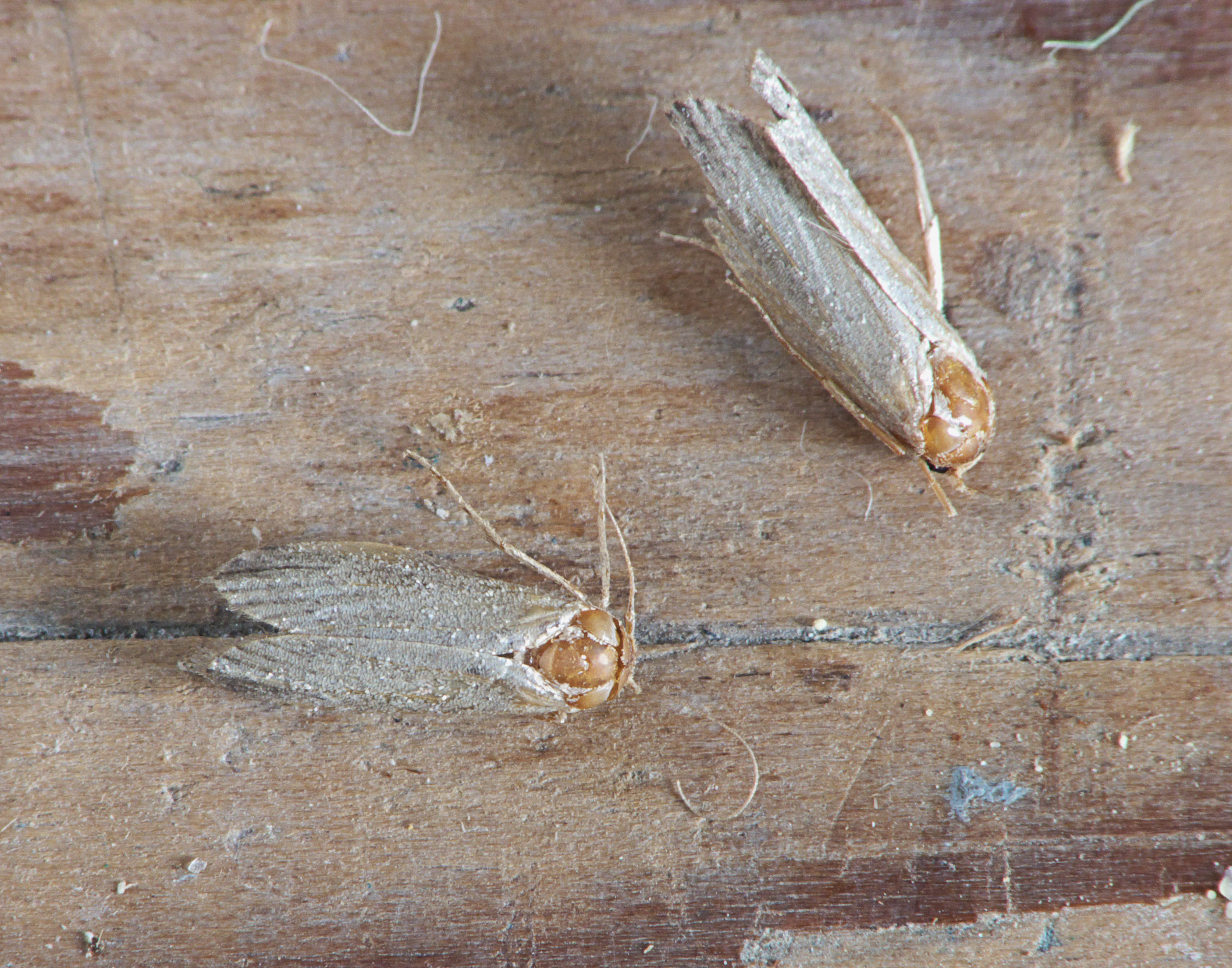